# Margherita da Cortona (film)
Margherita da Cortona è un film del 1950 diretto da Mario Bonnard.
Il ruolo della protagonista è interpretato da Maria Frau, qui al suo debutto cinematografico.

## Trama
Il film è la biografia romanzata di Margherita da Cortona, mistica italiana del XIII secolo proclamata santa nel 1728.
La bella pastorella Margherita vive a Laviano, piccolo borgo agricolo presso Cortona, con il padre e la matrigna, amante di Marco, mercante che riserva molte attenzioni anche alla giovane, destando la gelosia della matrigna.
Un giorno, Margherita mentre è al pascolo conosce Arsenio, nobile giovane di Cortona, con il quale intraprende ben presto una relazione. Marco li vede e avverte il padre di Margherita che decide di chiudere in convento la figlia.
Arsenio riesce però a condurre Margherita a casa sua, ma viene ucciso da Marco con la complicità di Rinaldo degli Uberti, fratello di Francesca, precedentemente promessa ad Arsenio.
Per la morte di Arsenio, Francesca si uccide avvelenandosi. Margherita viene perseguitata dai compaesani aizzati dalla matrigna. Ha però le prime visioni divine.
Con lo scoppio di una epidemia di peste, Margherita si dedica alla cura degli infermi. Frattanto Lucia, la matrigna, denuncia Marco accusandolo dell'assassinio di Arsenio.
Margherita, ormai consacratasi alla religione, assiste fino all'ultimo la matrigna colpita dalla peste.

## Distribuzione
La prima italiana del film si ebbe il 22 febbraio 1950; in Portogallo esso entrò nel circuito cinematografico solo il 21 giugno 1954, mentre a New York la prima proiezione avvenne il 19 gennaio 1957.